# كبيبان (الشاهل)

تعديل مصدري - تعديل

كبيبان هي إحدى قرى عزلة جانب اليمن بمديرية الشاهل التابعة لمحافظة حجة، بلغ تعداد سكانها 494 نسمة حسب تعداد اليمن لعام 2004.